# Materiali resistenti
Materiali Resistenti è una raccolta di brani di vari artisti italiani, pubblicata nel 2010 per celebrare i 15 anni dall'uscita del disco Materiale resistente (aprile 1995).
Materiale resistente, curato dal Consorzio Produttori Indipendenti, omaggiava il 50º anniversario della liberazione d'Italia dal fascismo attraverso la reinterpretazione di una serie di canti partigiani da parte di vari gruppi di allora, accanto a canzoni inedite, sempre ispirate al tema della Resistenza italiana. Nel disco sarebbe dovuta essere presente la canzone Lettera del compagno Lazlo al colonnello Valerio dei Giorgio Canali & Rossofuoco che è stata scartata per la presenza di due bestemmie.
Così come nel 1995, anche nel 2010 c'è stato un concerto-evento, tenutosi il 25 aprile presso l'ex campo di concentramento di Fossoli a Carpi (provincia di Modena), a cui hanno partecipato musicisti tra cui Il Teatro degli Orrori, Tre Allegri Ragazzi Morti, Giardini di Mirò, Offlaga Disco Pax, Cisco & Le Mondine di Novi e scrittori come Paolo Nori e Carlo Lucarelli.

## Tracce
1. Mariposa – Inno della Gioventù della Pace
2. Fabrizio Tavernelli – Cellula dormiente
3. Paolo Benvegnù – Breve storia di Francesco C, classe 1929
4. Marta sui Tubi – Coda di lucertola
5. Tre Allegri Ragazzi Morti – La faccia della Luna (regenerated by port-royal)
6. Mara Redeghieri – Il galeone
7. Le luci della centrale elettrica – La lotta armata al bar
8. Offlaga Disco Pax – Isla Dawson
9. New Cherry – Fossoli 1944
10. Giardini di Mirò – Bufera
11. Massimo Zamboni – Ora ancora
12. Cisco – Il bersagliere (live)